# Tomosvaryella corusca
Tomosvaryella corusca är en tvåvingeart som beskrevs av Skevington och Foldvari 2007. Tomosvaryella corusca ingår i släktet Tomosvaryella och familjen ögonflugor.
Artens utbredningsområde är Fiji. Inga underarter finns listade i Catalogue of Life.